# Liga de Voleibol Superior Femenino 2004
La Liga de Voleibol Superior Femenino 2004 si è svolta nel 2004: al torneo hanno partecipato 10 franchigie portoricane e la vittoria finale è andata per la seconda volta consecutiva alle Gigantes de Carolina.

## Regolamento
La competizione prevede che le dieci squadre partecipanti si sfidino, per circa due mesi, senza un calendario rigido, fino a disputare vintidue partite ciascuna. Le prime otto classificate si classificano ai play-off scudetto: 
- ai quarti di finale è previsto un round-robin di sette incontri, con le prime quattro classificate aventi diritto a disputare quattro gare in casa, viceversa le squadre classificate dalla quinta all'ottava posizione disputano solo tre incontri casalinghi;
- alle semifinali accedono le prime quattro classificate dai quarti di finale, che si sfidano in un doppio round-robin;
- le prime due classificate al girone delle semifinali accedono alla finale scudetto, che si gioca al meglio delle sette gare.

## Squadre partecipanti
| - Chicas de San Juan - Conquistadoras de Guaynabo - Criollas de Caguas - Gigantes de Carolina - Indias de Mayagüez | - Leonas de Ponce - Llaneras de Toa Baja - Pinkin de Corozal - Playeras de Isabela - Vaqueras de Bayamón |

## Campionato

### Regular season

#### Classifica
| Pos. | Squadra                    | Pt    | G  | V  | P  | SV | SP | Ratio | PF | PS | Ratio |
| ---- | -------------------------- | ----- | -- | -- | -- | -- | -- | ----- | -- | -- | ----- |
| 1    | Criollas de Caguas         | 0.818 | 22 | 18 | 4  | -  | -  | -     | -  | -  | -     |
| 2    | Gigantes de Carolina       | 0.773 | 22 | 17 | 5  | -  | -  | -     | -  | -  | -     |
| 3    | Llaneras de Toa Baja       | 0.727 | 22 | 16 | 6  | -  | -  | -     | -  | -  | -     |
| 4    | Leonas de Ponce            | 0.636 | 22 | 14 | 8  | -  | -  | -     | -  | -  | -     |
| 5    | Playeras de Isabela        | 0.545 | 22 | 12 | 10 | -  | -  | -     | -  | -  | -     |
| 6    | Vaqueras de Bayamón        | 0.364 | 22 | 8  | 14 | -  | -  | -     | -  | -  | -     |
| 7    | Conquistadoras de Guaynabo | 0.364 | 22 | 8  | 14 | -  | -  | -     | -  | -  | -     |
| 8    | Pinkin de Corozal          | 0.273 | 22 | 6  | 16 | -  | -  | -     | -  | -  | -     |
| 9    | Chicas de San Juan         | 0.273 | 22 | 6  | 16 | -  | -  | -     | -  | -  | -     |
| 10   | Indias de Mayagüez         | 0.227 | 22 | 5  | 17 | -  | -  | -     | -  | -  | -     |

| Ammesse ai play-off scudetto |

## Classifica finale
| Pos | Squadra                    |
| --- | -------------------------- |
| 1   | Gigantes de Carolina       |
| 2   | Criollas de Caguas         |
| 3   | Llaneras de Toa Baja       |
| 4   | Leonas de Ponce            |
| 5   | Vaqueras de Bayamón        |
| 6   | Playeras de Isabela        |
| 7   | Pinkin de Corozal          |
| 8   | Conquistadoras de Guaynabo |
| 9   | Chicas de San Juan         |
| 10  | Indias de Mayagüez         |

## Premi individuali
| Premio                   | Giocatrice         | Squadra                    |
| ------------------------ | ------------------ | -------------------------- |
| MVP della Regular Season | Kristee Porter     | Gigantes de Carolina       |
| MVP delle finali         | Kristee Porter     | Gigantes de Carolina       |
| Miglior palleggiatrice   | Michelle Cardona   | Leonas de Ponce            |
| Miglior libero           | Gretchen Meléndez  | Leonas de Ponce            |
| Miglior esordiente       | Daniela Baltrán    | Playeras de Isabela        |
| Rising star              | Vanessa Vélez      | Criollas de Caguas         |
| Miglior ritorno          | Yoliana Cabrera    | Llaneras de Toa Baja       |
| Migliore allenatore      | Renato González    | Criollas de Caguas         |
| All-Star Team            | Michelle Cardona   | Leonas de Ponce            |
| All-Star Team            | Kristee Porter     | Gigantes de Carolina       |
| All-Star Team            | Kim Willoughby     | Criollas de Caguas         |
| All-Star Team            | Cassandra Busse    | Pinkin de Corozal          |
| All-Star Team            | Sheila Ocasio      | Conquistadoras de Guaynabo |
| All-Star Team            | Jetzabel Del Valle | Criollas de Caguas         |
| Offensive Team           | Kristee Porter     | Gigantes de Carolina       |
| Offensive Team           | Graciela Márquez   | Llaneras de Toa Baja       |
| Offensive Team           | Áurea Cruz         | Llaneras de Toa Baja       |
| Offensive Team           | Eva Cruz           | Conquistadoras de Guaynabo |
| Offensive Team           | Sarah Butler       | Playeras de Isabela        |
| Offensive Team           | Kim Willoughby     | Criollas de Caguas         |